# Trajanov most
Trajanov most podignut je u periodu od 104. do 105. godine na rijeci Dunav između današnjeg rumunjskog grada Drobeta-Turnu Severin i srpskog grada Kladova. Most je izgrađen tijekom drugog pohoda rimskog cara Trajana na Dačane, zbog opskrbe rimskih legija koje su se borile u Daciji. Dizajnirao ga je Apolodor iz Damaska (Apolodor Damašćanski). Izgled mosta je uklesan na Trajanovom stupu u Rimu.
Trajanov most bio je prvi most izgrađen na donjem toku Dunava, istočno od Željeznih vrata.
Most je srušen 20 godina kasnije, nakon što su Rimljani povukli svoje trupe iz Dacije, po zapovjedi cara Hadrijana.
Memorijalna pločica koje komemorira Trajanovu pobjedu nad Dačanima nalazi se na srpskoj obali Dunava.
Most je preko 1000 godina bio najduži most ikada izgrađen.

## Konstrukcija mosta
Most, najduži u Rimskom Carstvu, bio je izgrađen od kamena, cigle, morta i drveta. 
Dunav je na ovoj lokaciji širok 800 metara, a most se protezao i preko obala Dunava i ukupno je bio dugačak 1135 metara. Bio je širok 15 metara i visok 19 metara iznad vode. Most se sastojao od 20 stupova visine od 45 metara i širine 19 metara. Na stupovima su bili drveni lukovi dugi po 52 metra. Na oba kraja mosta se nalazio rimski castrum kroz kojeg se moralo proći da bi se ušlo na most.
Još uvijek nije razjašnjeno kako je most izgrađen u tako kratkom vremenu (103. – 105.), a vjeruje se da je tok Dunava bio privremeno skrenut.

## Ostaci mosta danas
Godine 1856., prilikom rekordno niskog vodostaja Dunava, zabilježeno je da su 20 stupova još uvijek bili vidljivi. Godine 1902., međunarodna komisija za Dunav odlučila je porušiti 2 stupa koja su ometala plovidbu. Godine 1932., bilo je 16 stupova pod vodom, a 1982. su arheolozi uspjeli pronaći njih 12. Vjeruje se da je 4 stupa u međuvremenu odnijela voda. Danas su vidljivi samo prvi stupovi, na obalama Dunava.